# Station Boisseaux
Station Boisseaux is een spoorwegstation in de Franse gemeente Boisseaux.